# Річард Кларк (футболіст, 1979)
Річард Кларк (англ. Richard Clarke; 29 травня 1979, Каслдерг, Північна Ірландія) — північноірландський футболіст. Грає на позиції півзахисника.